# Danh sách nhà thiên văn học
Danh sách dưới đây liệt kê một số nhà thiên văn học nổi tiếng, sắp xếp theo năm sinh.
- Aristarchus (vào khoảng 310-230 TCN)
- Hipparchus (vào khoảng 190-120 TCN)
- Claudius Ptolemaeus (vào khoảng 85-165 TCN)
- Al Battani (vào khoảng 850-923)
- Nicolaus Copernicus (1473-1543)
- Tycho Brahe (1546-1601)
- Galileo Galilei (1564-1642)
- Johannes Kepler (1571-1630)
- Giovanni Domenico Cassini (1625-1712)
- Christiaan Huygens (1629-1695)
- Isaac Newton (1643-1727)
- Edmond Halley (1656-1742)
- Joseph-Louis Lagrange (1736-1813)
- William Herschel (1738-1822)
- Anders Ångström (1814-1874)
- Percival Lowell (1855-1916)
- Williamina Paton Stevens Fleming (1857-1911)
- Henrietta Swan Leavitt (1868-1921)
- Ejnar Hertzsprung (1873-1967)
- Albert Einstein (1879-1955)
- Niels Bohr (1885-1962)
- Edwin Powell Hubble (1889-1953)
- George Gamow (1904-1968)
- Gerard Kuiper (1905-1973)
- Clyde W. Tombaugh (1906-1997)
- Hans Bethe (1906-2005)
- Subrahmanyan Chandrasekhar (1910-1995)
- Fred Hoyle (1915-2001)
- Eugene Merle Shoemaker (1928-1997)
- Roger Penrose (1931-)
- Carl Sagan (1934-1996)
- Stephen Hawking (1942-2018)

Danh sách các nhà thiên văn học và một số nhà vật lý học có ảnh hưởng trực tiếp đến thiên văn học, sắp xếp theo bảng chữ cái tiếng Anh

## A
- Aryabhata (476-550), nhà thiên văn học người Ấn Độ
- Marc Aaronson (1950-1987), nhà thiên văn học người Mỹ
- Ernst Abbe (1840-1905), nhà vật lý và thiên văn học người Đức
- Charles Greeley Abbot (1872-1973), nhà vật lý thiên văn người Mỹ
- Hiroshi Abe (1958-) nhà thiên văn học người Nhật Bản
- George Ogden Abell (1927-1983), nhà thiên văn học người Mỹ
- Antonio Abetti (1846-1928), nhà thiên văn học người Ý
- Giorgio Abetti (1882-1982), nhà thiên văn học người Ý
- Charles Hitchcock Adams (1868-1951), nhà thiên văn học người Mỹ
- John Couch Adams (1819-1892), nhà thiên văn và toán học người Anh
- Walter Sydney Adams (1876-1956), nhà thiên văn học người Mỹ
- Saul Adelman (1944-), nhà thiên văn học người  Mỹ
- Petrus Alphonsi (1062-1110), nhà thiên văn học người Tây Ban Nha gốc Do Thái
- Agrippa (?-92), nhà thiên văn học người Hy Lạp
- Paul Oswald Ahnert (1897-1989), nhà thiên văn học người Đức
- Eva Ahnert-Rohlfs (1912-1954), nhà thiên văn học người Đức
- George Biddell Airy (1801-1892), nhà thiên văn và vật lý học người Anh
- Robert Grant Aitken (1864-1951), nhà thiên văn học người Mỹ
- Peter Krištof Akai (1706-1766), nhà thiên văn học người Slovakia
- Makio Akiyama (1950-), nhà thiên văn học người Nhật Bản
- Zinaida Nikolajevna Aksentievová (1900-1969), nhà thiên văn học người Ukraina
- Jozef Alauda (1610-1664), nhà thiên văn học người Slovakia
- Albategnius (xem al-Battání)
- Vladimir Aleksandrovich Albitzky (1891-1952), nhà thiên văn học người Nga
- Albumasar (787-886), nhà chiêm tinh và thiên văn học người Ba Tư gốc Balkh
- George Alcock (1913-2000), nhà thiên văn học người Anh
- Harold Alden (1890-1964), nhà thiên văn học người Mỹ
- Alfons X (1221-1284), nhà thiên văn học người Tây Ban Nha  (nhà vua Castilie)
- Hannes Alfvén (1908-1995), nhà vật lý plasma và vật lý thiên văn học người Thụy Điển , Giải thưởng Nobel về vật lý
- Lawrence Hugh Aller (1913-2003), nhà thiên văn học người Mỹ
- Abd al-Rahman al-Sufi (903-986), nhà thiên văn học người Ba Tư
- Vladimir Alexandrovic Aľbickij (1891-1952), nhà thiên văn học người Nga
- Viktor Amazaspovich Ambartsumian (1912-1996), nhà vật lý thiên văn người Armenia,
- John August Anderson (1876-1959), nhà thiên văn học người Mỹ
- Wilhelm Anderson (1880-1940), nhà thiên văn học người Estonia
- Marie Henri Andoyer (1862-1929), nhà thiên văn học người Pháp
- Andronicus xứ Cyrrhus (vào khoảng 100 TCN), nhà thiên văn học người Hy Lạp
- Anders Jonas Ångström (1814-1874), nhà vật lý và thiên văn học người Thụy Điển
- Milan Antal (1935-1999), nhà thiên văn học người Slovakia
- Eugène Michel Antoniadi (1810-1944), nhà thiên văn học người Hy Lạp-Pháp  -
- Masakatsu Aoki (1957-), nhà thiên văn học người Nhật Bản
- Petrus Apianus (1495-1552), nhà thiên văn học người Đức
- François Arago (1786-1835), nhà toán học, vật lý và thiên văn học người Pháp
- Masaru Arai (1952-), nhà thiên văn học người Nhật Bản
- Hiroshi Araki (?-?), nhà thiên văn học người Nhật Bản
- Sylvain Arend (1902-1992), nhà thiên văn học người Bỉ
- Friedrich Wilhelm Argelander (1799-1875), nhà thiên văn học người Đức
- Aristarchos (320-250 TCN), nhà thiên văn học người Hy Lạp
- Christoph Arnold (1650-1695), nhà thiên văn học người Đức
- Halton Christian Arp (1927-2013), nhà thiên văn học người Mỹ
- Svante Arrhenius (1859-1927), nhà khoa học và thiên văn học người Thụy Điển , Giải thưởng Nobel về hóa học
- Arzachel (1028-1087), nhà thiên văn học người Ả Rập
- Asada Goryu (1734-1799), nhà thiên văn học người Nhật Bản
- Atsuo Asami (?-?), nhà thiên văn học người Nhật Bản
- Giuseppe Asclepi (1706-1776), nhà thiên văn học và bác sĩ người Ý
- Joseph Ashbrook (1918-1980), nhà thiên văn học người Mỹ
- Igor Stanislavovic Astapovic (1908-1976), nhà thiên văn học người Nga
- Arthur Auwers (1838-1915), nhà thiên văn học người Đức
- Adrien Auzout (1622-1691), nhà thiên văn học người Pháp
- David Axon (1951-2012), nhà thiên văn học người Anh

| Mục lục: | Đầu • 0–9 • A B C D E F G H I J K L M N O P Q R S T U V W X Y Z |

## B
- Walter Baade (1893-1960), nhà thiên văn học người Đức
- Pulat Babadžanovic Babadžanov (1930-), nhà thiên văn học người Tajikistan
- Harold D. Babcock (1882-1968), nhà thiên văn học người Mỹ
- Horace W. Babcock (1912-2003), nhà thiên văn học người Mỹ
- Oskar Backlund (1846-1916), nhà thiên văn học người Nga  gốc Thụy Điển
- John N. Bahcall (1934-2005), nhà thiên văn học người Mỹ
- Benjamin Baillaud (1848-1934), nhà thiên văn học người Pháp
- Jules Baillaud (1876-1960), nhà thiên văn học người Pháp
- René Baillaud (1885-1977), nhà thiên văn học người Pháp
- Jean Sylvain Bailly (1736-1793), nhà toán học và thiên văn học người Pháp
- Francis Baily (1774-1844), nhà thiên văn học người Anh
- John Bainbridge (1582-1643),nhà toán học và nhà thiên văn học người Anh
- John E. Baldwin (1931-2010), nhà thiên văn học người Anh
- Sallie Baliunas (1953-), nhà vật lý thiên văn người Mỹ
- Zoltán Balog (1972-), nhà thiên văn học người Hungary
- Tadeusz Banachiewicz (1882-1954), nhà thiên văn học người Ba Lan
- Benjamin Banneker (1731-1806), nhà thiên văn học người Mỹ  gốc Phi
- Yoshiaki Banno (1952-1991), nhà thiên văn học người Nhật
- Nikolai Barabashov (1894-1971), nhà thiên văn học người Ukraina
- Pietro Baracchi (1851-1926), nhà thiên văn học người Úc  gốc Ý
- Vladimir Andrejevic Baranov (1872-1942), nhà thiên văn học người Nga
- Beatriz Barbuy (1950-), nhà vật lý thiên văn người Brasil
- Juraj Bardy (1919-2011), nhà thiên văn học người Slovakia
- Edward Emerson Barnard (1857-1923), nhà thiên văn học người Mỹ
- Julius Bauschinger (1860-1934), nhà thiên văn học người Đức
- al-Battání (~850-929), nhà thiên văn học người Ả Rập
- Johann Bayer (1572-1625), nhà thiên văn học người Đức
- Carlyle Smith Beals (1899-1979), nhà thiên văn học người Canada
- Antonín Bečvář (1901-1965), nhà thiên văn học người Séc
- Wilhelm Beer (1797-1850), nhà thiên văn học người Phổ
- Milan Bélik (1929-), nhà thiên văn học người Slovakia
- Aristarkh Belopolsky (1854-1934), nhà thiên văn học và vật lý thiên văn người Nga
- Sergei Ivanovich Belyavsky (1883-1953), nhà thiên văn học người Nga
- Charles L. Bennett (1956-), nhà vật lý thiên văn người Mỹ
- Friedrich Wilhelm Bessel (1784-1846), nhà thiên văn học và trắc địa học người Đức
- Somnath Bharadwaj (1964-), nhà vật lý lý thuyết người Ấn Độ
- Bhaskara I (khoảng 600-680), nhà thiên văn học người Ấn Độ
- Bhaskara II (1114-1185), nhà thiên văn học người Ấn Độ
- Wolf Bickel (1942-), nhà thiên văn học người Đức
- Wilhelm Freiherr von Biela (1782-1856), nhà thiên văn học người Đức  - Áo
- Ludwig Biermann (1907-1986), nhà thiên văn học người Đức
- George Van Biesbroeck (1880-1974), nhà thiên văn học người Mỹ  gốc Bỉ
- Guillaume Bigourdan(1851-1932), nhà thiên văn học người Pháp
- James Binney (1950-), nhà vật lý thiên văn người Anh
- Jean Baptiste Biot (1774-1862), nhà vật lý và thiên văn học người Pháp
- Al-Biruni (973-1048), nhà toán học và thiên văn học người Ba Tư
- Gennady S. Bisnovatyi-Kogan (941-), nhà thiên văn học người Nga
- Adriaan Blaauw(1914-2010), nhà thiên văn học người Hà Lan
- Patrick Blackett (1897-1974), nhà vật lý học thực nghiệm và thiên văn học người Anh , Giải thưởng Nobel về vật lý
- Sergey Blazhko (1870-1956), nhà thiên văn học người Nga
- Nathaniel Bliss (1700-1764), nhà thiên văn học người Anh
- Záviš Bochnícek (1920-2002), nhà thiên văn học người Séc
- Johann Elert Bode (1747-1826), nhà thiên văn học người Đức
- Alexander Bogorodskij (1907-1984), nhà thiên văn học người Nga
- Bart Bok (1906-1983), nhà thiên văn học người Mỹ  gốc Hà Lan
- Charles Thomas Bolton (1943-), nhà thiên văn học người Mỹ
- John Gatenby Bolton (1922-1993), nhà thiên văn học người Úc  gốc Anh
- William Cranch Bond (1789-1859), nhà thiên văn học người Mỹ
- George Phillips Bond (1825-1865), nhà thiên văn học người Mỹ
- Hermann Bondi (1919-2005), nhà thiên văn học người Anh  - Áo
- Nikola Ivanov Bonev (1898-1979), nhà thiên văn học người Bulgaria
- Jiří Borovicka (1964), nhà thiên văn học người Séc
- Alphonse Borrelly (1842-1926), nhà thiên văn học người Pháp
- Willem Hendrik van den Bos (1896-1974), nhà thiên văn học người Hà Lan
- Rudjer Boscovich (1711-1787), nhà thiên văn học người Dalmatia
- Benjamin Boss (1880-1970), nhà thiên văn học người Mỹ
- Lewis Boss (1846-1912), nhà thiên văn học người Mỹ
- Ismaël Boulliau (1605-1694), nhà thiên văn học người Pháp
- Alexis Bouvard (1767-1843), nhà thiên văn học người Pháp
- Rychard Bouwens (1972-), nhà thiên văn học người Mỹ
- Edward L. G. Bowell (1943), nhà thiên văn học người Mỹ
- Ira Sprague Bowen (1898-1973), nhà vật lý học và thiên văn học người Mỹ
- Louis Boyer (1901-1999), nhà thiên văn học người Pháp
- Brian J. Boyle (1960-), nhà vật lý thiên văn người Scotland
- Ronald N. Bracewell (1921-2007), nhà thiên văn học người Úc
- James Bradley (1693-1762), nhà thiên văn học người Anh
- William A. Bradfield (1927-2014), nhà thiên văn người Úc  gốc New Zealand
- Tycho Brahe (1546-1601), nhà thiên văn học người Đan Mạch
- Brahmagupta (598-668), nhà thiên văn học người Ấn Độ
- John Brashear (1840-1920), nhà thiên văn học người Mỹ
- Semion Jakovlevic Braude (1911-2003), nhà vật lý vô tuyến học và thiên văn vô tuyến học người Nga  gốc Do Thái Ukraina
- Fiodor Alexandrovic Bredichin (1831-1904), nhà thiên văn vô tuyến học người Nga
- William Robert Brooks (1844-1921), nhà thiên văn học người Mỹ
- Dirk Brouwer (1844-1921), nhà thiên văn học người Mỹ
- Ernest William Brown (1844-1921), nhà thiên văn học và toán học người Mỹ
- Michael E. Brown (1965-), nhà thiên văn học người Mỹ
- Hermann Alexander Brück (1905-2000), nhà thiên văn học người Đức
- Giordano Bruno (1548-1600), nhà triết học và thiên văn học người Ý
- Christian Leopold von Buch (1774-1853), nhà thiên văn học và địa chất học người Đức
- Emil Buchar (1901-1979), nhà thiên văn học và trắc địa học người Séc
- Juraj Buchholtz (1688-1737), nhà thiên văn học người Slovakia
- Ismael Bullialdus (1605-1694), nhà thiên văn học và toán học người Pháp
- Václav Bumba (1925), nhà thiên văn học người Séc
- Geoffrey Burbidge (1925), nhà thiên văn học người Anh
- Margaret Burbidge (1919-2020), nhà thiên văn học và vật lý thiên văn người Mỹ  gốc Anh
- Joost Bürgi (1552-1632), nhà chế tạo đồng hồ, nhà toán học và thiên văn học người Thụy Sĩ
- Bruno Hans Bürgel (1875-1948), nhà thiên văn học người Đức
- Jocelyn Bell Burnell (1943-), nhà vật lý thiên văn và thiên văn học người Anh,
- Robert Burnham, Jr. (1931-1993), nhà thiên văn học người Mỹ
- Sherburne Wesley Burnham (1838-1921), nhà thiên văn học người Mỹ
- Schelte J. Bus (1956-), nhà thiên văn học người Mỹ
- Bimla Buti (1933-), nhà thiên văn học người Ấn Độ
- Martin Bylica (1434-1493), nhà chiêm tinh và thiên văn học người Ba Lan

| Mục lục: | Đầu • 0–9 • A B C D E F G H I J K L M N O P Q R S T U V W X Y Z |

## C
- Cello Calcagnini (1479-1541), nhà thiên văn học Ý
- Charles Camichel (1871-1966), nhà thiên văn học Pháp
- William Wallace Campbell (1871-1966), nhà thiên văn học Hoa Kỳ
- Annie Jump Cannonová (1863-1941), nhà thiên văn học Hoa Kỳ
- Girolamo Cardano (1501-1576), nhà toán học, nhà vật lý học và thiên văn học Ý
- Jacques Cassini (1677-1756), nhà thiên văn học Pháp
- Giovanni Domenico Cassini (1625-1712), nhà thiên văn học, kỹ sư Pháp - Ý
- Anders Celsius (1701-1744), nhà thiên văn học Thụy Điển  và nhà vật lý học
- Zdeněk Ceplecha (1929), nhà thiên văn học Séc
- Lýdia Ceraskaja (1855-1931), nhà thiên văn học Nga
- Vitoľd Karlovic Ceraskij (1855-1931), nhà thiên văn học Nga
- Vladimir Platonovic Cesevic (1907-1983), nhà thiên văn học Nga
- Subrahmanyan Chandrasekhar (1910-1995), nhà vật lý thiên văn và nhà toán học gốc Ấn Độ
- Auguste Honoré Charlois (1864-1910), nhà thiên văn học Pháp
- Muhammad al-Chorezmí, nhà toán học và nhà thiên văn học Per Xích
- Nikolaj Jakovlevic Cinger (1842-1918), nhà thiên văn học và trắc địa học Nga
- Alexis Claude Clairaut (1713-1765), nhà toán học và thiên văn học lý thuyết Pháp
- Alvan Clark (1804-1887), nhà thiên văn học Hoa Kỳ
- George Bassett Clark (1827-1891), nhà thiên văn học Hoa Kỳ
- Christoph Clavius (1537-1612), nhà thiên văn học Ý
- Gérard Clemence (1908-1974), nhà thiên văn học Hoa Kỳ
- James Cook (1728-1779), nhà thiên văn học và nhà thám hiểm biển Anh
- Nicolaus Copernicus (1473-1543), nhà thiên văn học gốc Ba Lan
- Heber Doust Curtis (1872-1942), nhà thiên văn học Hoa Kỳ
- Johann Baptist Cysat (1589-1657), nhà thiên văn học Thụy Sĩ
- Gleb Alexandrovic Čebotarev (1913-1975), nhà thiên văn học Nga
- Nikolaj Stepanovic Černych (1931-2004), nhà thiên văn học Nga
- Ľudmila Ivanovna Černychová (1935), nhà thiên văn học Nga
- Sergej Danilovic Čornyj (1874-1956), nhà thiên văn học Nga

| Mục lục: | Đầu • 0–9 • A B C D E F G H I J K L M N O P Q R S T U V W X Y Z |

## D
- Đặng Lộ (?-?), Nhà thiên văn học Việt Nam
- Jean Le Rond d'Alembert (1717-1783), nhà triết học, nhà toán học, nhà vật lý học và nhà thiên văn học Pháp
- Heinrich Louis d'Arrest (1822-1875), nhà thiên văn học Đức
- Lucien d'Azambuja (1884-1970), nhà thiên văn học Pháp
- André Louis Danjon (1890-1967), nhà thiên văn học Pháp
- George Howard Darwin (1845-1912), nhà thiên văn học Anh
- Alexandr Nikolajevic Dejc (1899-1986), nhà thiên văn học Nga
- Jean Baptiste Joseph Delambre (1749-1822), nhà thiên văn học, nhà toán học và nhà trắc địa học Pháp
- Charles Eugène Delaunay (1816-1872), nhà thiên văn học và nhà toán học Pháp
- Eugène Joseph Delporte (1882-1955), nhà thiên văn học Bỉ
- Joseph Nicolas Delisle (1688-1768), nhà thiên văn học, nhà địa chất học Pháp
- Vasilij Karlovic Dellen (1820-1897), nhà thiên văn học Nga
- Henri Alexandre Deslandres (1853-1948), nhà thiên văn học Pháp
- László Detre (1906-1974), nhà thiên văn học Hungary
- Armin Joseph Deutsch (1918-1969), nhà thiên văn học Hoa Kỳ
- Robert Henry Dicke (1916-1997),  astronhà vật lý học
- Karol Dierenberger (1731-?), nhà thiên văn học Slovakia
- Herbert Dingle (1890-1978), nhà thiên văn học Anh
- Thomas Digges (1546-1585), nhà thiên văn học Anh
- Arnošt Dittrich (1878-1959), nhà thiên văn học Séc
- Oleg Vasilievic Dobrovoľskij (1914-1971), nhà thiên văn học Nga
- František Dojcák (1913-1989), nhà thiên văn học Slovakia
- Ausset Dolfus (1797-1870), nhà thiên văn học Pháp
- Viktor A. Dombrovskij (1913-1972), nhà thiên văn học Nga
- Giovanni Battista Donati (1826-1873), nhà thiên văn học Ý
- Frank D. Drake (1930), nhà thiên văn học Hoa Kỳ
- Henry Draper (1837-1882), nhà thiên văn học Hoa Kỳ
- Johann Ludwig Emil Dreyer (1852-1926), nhà thiên văn học Đan Mạch
- Lukáš Drozd (1910), nhà thiên văn học Slovakia
- Dmitrij Ivanovic Dubjago (1849-1918), nhà thiên văn học Nga
- Alexandr Dmitrijevic Dubjago (1903-1959), nhà thiên văn học Nga
- Georgij Nikolajevic Dubošin (1904-1986), nhà thiên văn học Nga
- Raymond Smith Dugan (1878-1940), nhà thiên văn học Hoa Kỳ
- Alexander Duchoň (1884-1964), nhà thiên văn học Slovakia
- Frank Watson Dyson (1868-1939), nhà thiên văn học Anh

| Mục lục: | Đầu • 0–9 • A B C D E F G H I J K L M N O P Q R S T U V W X Y Z |

## E
- Albert Einstein (1879-1955), nhà vật lý học Hoa Kỳ gốc Đức, Giải thưởng Nobel về vật lý
- Eudemos (thể kỷ thứ 4-3 trước Công Nguyên), nhà triết học, nhà toán học và nhà thiên văn học Hy Lạp cổ đại
- Eratostenes (thể kỷ thứ 3 trước Công Nguyên), nhà toán học, nhà địa lý học, lịch sử học, thiên văn học, triết học và nhà thơ Hy Lạp cổ đại.

| Mục lục: | Đầu • 0–9 • A B C D E F G H I J K L M N O P Q R S T U V W X Y Z |

## F
- John Flamsteed (1646-1719), nhà thiên văn học Anh
- Daniel Fröhlich (1595-1648), nhà toán học, nhà thiên văn học và nhà địa lý học Slovakia

| Mục lục: | Đầu • 0–9 • A B C D E F G H I J K L M N O P Q R S T U V W X Y Z |

## G
- Galileo Galilei (1564-1642), nhà triết học, nhà vật lý học, nhà thiên văn học và nhà toán học Ý
- Johann Gottfried Galle (1812-1910), nhà thiên văn học Đức
- Carl Friedrich Gauss (1777-1855), nhà toán học, nhà vật lý học và nhà thiên văn học Đức
- Henry Lee Giclas (1910), nhà thiên văn học Hoa Kỳ
- Jiří Grygar (1936), nhà thiên văn học Séc
- Vladimír Guth (1905-1980), nhà thiên văn học Séc

| Mục lục: | Đầu • 0–9 • A B C D E F G H I J K L M N O P Q R S T U V W X Y Z |

## H
- Anton Hajduk (1933-2005), nhà thiên văn học Slovakia
- Tadeáš Hájek (1525-1600), nhà thiên văn học Séc
- Edmund Halley (1656-1742), nhà toán học, nhà vật lý học và nhà thiên văn học Anh
- William Rowan Hamilton (1805-1565), nhà thiên văn học Ireland
- Stephen William Hawking (1942-) nhà vật lý học Anh
- Maximilián Hell (1720-1792), nhà thiên văn học, nhà toán học và nhà vật lý học Slovakia ,
- Ejnar Hertzsprung (1873-1967), nhà thiên văn học và nhà hóa học Đan Mạch
- William Herschel (1738-1822), nhà thiên văn học Anh gốc Đức
- Johannes Hevelius (1611-1687), nhà thiên văn học Ba Lan
- Cornelis Johannes van Houten (1920-2002), nhà thiên văn học Hà Lan
- Ingrid van Houten-Groeneveldová, nhà thiên văn học Hà Lan
- Edwin Powell Hubble (1889-1953), nhà thiên văn học Hoa Kỳ
- Russell Alan Hulse (1950), nhà thiên văn học vô tuyến Hoa Kỳ
- Christiaan Huygens (1629-1695), nhà vật lý học, nhà toán học và nhà thiên văn học Hà Lan

## j
- Jane Lưu (1963), Nhà thiên văn học Việt Nam

| Mục lục: | Đầu • 0–9 • A B C D E F G H I J K L M N O P Q R S T U V W X Y Z |

## K
- Johannes Kepler (1571-1630), nhà thiên văn học, nhà vật lý học, nhà quang học và nhà toán học Đức
- Josip Kleczek (1923), nhà thiên văn học Séc
- Daniel Matej Kmeth (1783-1825), nhà thiên văn học Slovakia
- Mikuláš Konkoly-Thege (1842-1916), nhà vật lý học và nhà thiên văn học Slovakia
- Mikuláš Kopernik (1473-1543), nhà thiên văn học, nhà triết học và nhà nhân văn học Ba Lan
- Ľubor Kresák (1927-1994), nhà thiên văn học Slovakia
- Křišťan z Prachatic (trước 1370–1439), nhà thiên văn học Séc
- Gerard Peter Kuiper (1905-1973), nhà thiên văn học Hoa Kỳ -Hà Lan

| Mục lục: | Đầu • 0–9 • A B C D E F G H I J K L M N O P Q R S T U V W X Y Z |

## L
- Philippe van Lansberge (1561-1632), nhà thiên văn học Hà Lan
- Nicolas Louis de Lacaille (1713-1762), nhà thiên văn học Pháp
- Jérôme Lalande (1732-1807), nhà toán học và nhà thiên văn học Pháp
- Johann Heinrich Lambert (1728-1777), nhà triết học, nhà vật lý học, nhà thiên văn học, nhà toán học và nhà bản đồ học
- Pierre Simone de Laplace (1749-1827), nhà toán học, nhà vật lý học, nhà thiên văn học và chính trị gia Pháp
- Francis Preserved Leavenworth (1858-1928), nhà thiên văn học Hoa Kỳ
- Bertil Lindblad (1895-1965), nhà thiên văn học Thụy Điển
- Bernard Ferdinand Lyot (1897-1952), nhà thiên văn học Pháp

| Mục lục: | Đầu • 0–9 • A B C D E F G H I J K L M N O P Q R S T U V W X Y Z |

## M
- Simon Marius (1573-1624), nhà thiên văn học Đức
- Albert Marth (1828-1897), nhà thiên văn học Đức
- Julius Firmicus Maternus (thế kỷ thứ 4), nhà thiên văn học Roma
- Pierre Méchain (1744-1804), nhà thiên văn học Pháp
- Charles Messier (1730-1817), nhà thiên văn học Pháp
- Mikuláš z Oresme (trước 1330-1382), nhà triết học, chính trị gia, nhà luân lý học, nhà kinh tế học, nhà thiên văn học Pháp
- August Ferdinand Möbius (1790-1868), nhà toán học và nhà thiên văn học lý thuyết

| Mục lục: | Đầu • 0–9 • A B C D E F G H I J K L M N O P Q R S T U V W X Y Z |

## N
- Isaac Newton (1643-1727), nhà vật lý học và toán học Anh
- Nguyễn Hữu Thận (1757-1831), Nhà thiên văn học Việt Nam

| Mục lục: | Đầu • 0–9 • A B C D E F G H I J K L M N O P Q R S T U V W X Y Z |

## P
- Ľudmila Pajdušáková (1916-1979), nhà thiên văn học Slovakia
- Johann Palisa (1848-1925), nhà thiên văn học Áo- Séc
- André Patry (1902-1960), nhà thiên văn học Pháp
- Vladimír Porubcan (1940), nhà thiên văn học Slovakia
- Oldřich Prefát z Vlkanova (1523-1565), nhà thiên văn học Séc
- Claudius Ptolemaeus (vào khoảng 85-165 TCN), nhà địa lý học, nhà thiên văn học và nhà chiêm tinh học Hy Lạp cổ đại
- Pytagoras (khoảng 580 - khoảng 572 đến 496 trước Công Nguyên), nhà triết học, nhà toán học, nhà thiên văn học, nhà âm học Hy Lạp cổ đại

| Mục lục: | Đầu • 0–9 • A B C D E F G H I J K L M N O P Q R S T U V W X Y Z |

## R
- Regiomontanus (1436-1476), nhà toán học, nhà thiên văn học và nhà chiêm tinh học Đức
- Georg Rhaeticus (1514-1574), nhà thiên văn học Áo
- Henry Norris Russell (1877-1957), nhà thiên văn học Hoa Kỳ
- Édouard Roche (1820-1883), nhà thiên văn học Pháp

| Mục lục: | Đầu • 0–9 • A B C D E F G H I J K L M N O P Q R S T U V W X Y Z |

## S
- Carl Sagan (1934-1996), nhà thiên văn học Hoa Kỳ
- Carolyn Jean Spellman Shoemakerová (1929), nhà thiên văn học Hoa Kỳ
- Eugene Merle Shoemaker (1928-1997), nhà thiên văn học Hoa Kỳ
- Pavel Spurný (1958), nhà thiên văn học Séc
- Joseph Stepling (1716-1778), nhà thiên văn học Séc
- Ján Šajnovic (1733-1785), nhà thiên văn học, ngôn ngữ học Hungary
- Lenka Šarounová (1973), nhà thiên văn học Séc
- Milan Rastislav Štefánik (1880-1919), nhà thiên văn học, chính trị gia Slovakia
- Ján Štohl (1932-1993), nhà thiên văn học Slovakia

| Mục lục: | Đầu • 0–9 • A B C D E F G H I J K L M N O P Q R S T U V W X Y Z |

## T
- Táles (khoảng 624 – khoảng 546 trước Công Nguyên), nhà triết học, nhà toán học, nhà thiên văn học Hy Lạp cổ đại
- Trần Nguyên Đán (1325? 1326 - 1390), Nhà thiên văn học Việt Nam
- Trịnh Xuân Thuận (1948), Nhà thiên văn học Việt Nam
- Joseph Hooton Taylor (1941), nhà thiên văn học vô tuyến Hoa Kỳ
- Ernst Wilhelm Leberecht Tempel (1821-1889), nhà thiên văn học Đức
- Jana Tichá (1965), nhà thiên văn học Séc
- Miloš Tichý (1966), nhà thiên văn học Séc
- Clyde William Tombaugh (1906-1997), nhà thiên văn học Hoa Kỳ
- Robert Julius Trumpler (1886-1956), nhà thiên văn học Hoa Kỳ-Thụy Sĩ

| Mục lục: | Đầu • 0–9 • A B C D E F G H I J K L M N O P Q R S T U V W X Y Z |

## V
- George Van Biesbroeck (1880-1974), nhà thiên văn học Hoa Kỳ - Bỉ
- Urbain Le Verrier (1811-1877), nhà thiên văn học Pháp

| Mục lục: | Đầu • 0–9 • A B C D E F G H I J K L M N O P Q R S T U V W X Y Z |

## W
- František Weiss (1717-1785), nhà toán học và nhà thiên văn học Slovakia
- John Winthrop (1714-1779), nhà toán học và thiên văn học
- Aleksander Wolszczan (1946), nhà thiên văn học Ba Lan
- Max Wolf (1863-1932), nhà thiên văn học Đức

| Mục lục: | Đầu • 0–9 • A B C D E F G H I J K L M N O P Q R S T U V W X Y Z |

## Z
- Fritz Zwicky (1898-1974), nhà vật lý học và thiên văn học Thụy Sĩ, Hoa Kỳ
- Ľudmila Vasilievna Žuravľovová, nhà thiên văn học Ukraina